# Ex Machina (Rollenspiel)
Ex Machina ist ein von Guardians of Order veröffentlichtes Cyberpunk-Rollenspiel, das den gesamten Bereich von klassischem Cyberpunk bis hin zu Postcyberpunk abdeckt. Es existiert sowohl unter dem Tri-Stat- als auch dem d20-System. Erdacht, designt und konzipiert wurde es von Bruce Baugh, Rebecca Borgstrom, Christian Gossett, Bradley Kayl und Michelle Lyons.
Ex Machina beinhaltet einen detaillierten Rückblick auf das Cyberpunkgenre wie auch Ratschläge dazu, wie man das Genre in eine Rollenspielumgebung konvertieren kann, ohne die Berührung zu seinen Kernthemen zu verlieren.
Unter Tri-Stat verwendet das System für die Charaktererschaffung ein Aufbaupunktesystem und für die Taskauflösung ein Unterwürfelsystem mit zwei Würfel. Das System konzentriert sich mehr auf die Geschichte als auf die Regeln und ist bekannt für seine Flexibilität.
Die d20-Variante kombiniert die effektbasierenden Spezialfähigkeiten von Tri-Stat mit den Klassen und Stufen von d20 und verwendete ein hybrides Taskauflösungssystem, welches in erster Linie auf d20s Methode des möglichst hohen Würfelns eines einzelnen Würfels basiert. Die d20-Variante basiert auf dem System von BESM d20, welches nahe an einer punktebasierten Variante von Dungeons & Dragons liegt.
Zusätzlich zu seinen Ratschlägen über Weltenbau und Behandlung des Genres beinhaltet Ex Machina vier ausgearbeitete Settings, welche allesamt das Cyberpunkgenre in eine eigene Richtung dirigieren.